# Hermann Brass
Hermann Brass (geboren 5. Januar 1855 in Friesedorf/Březná, Mähren, Kaisertum Österreich; gestorben 17. Oktober 1938 in Hohenstadt/March) war ein österreichisch-tschechoslowakischer Textilindustrieller.

## Leben
Hermann Brass war ein Sohn des Textilindustriellen Wilhelm Brass (1819–1897), der 1856 in Hohenstadt die Kaiserlich Königliche private Hohenstädter Rotfärberei gründete, und der Anna Berta Wülfling, er hatte zwei ältere Brüder.
Brass besuchte die Realschule in Mährisch-Trübau und die Industrieschule in Winterthur in der Schweiz und studierte 1872 bis 1874 an der Chemisch-Technischen Schule am Polytechnikum Zürich. Brass heiratete 1880 Anna Marie Gromes, Tochter des mährischen Politikers Franz Gromes. Sie hatten vier Kinder, nach ihrem Tod im Jahr 1900 heiratete er Anna Briner.
Ab 1875 arbeitete Brass in der Textilfabrik seines Vaters. 1878 wurde er unter die Gesellschafter der Firma aufgenommen, 1897 stieg er neben seinen Brüdern Otto (1846–1909) und Gustav (1851–1922) zum Chef der Textilfabrik „W. Brass & Söhne“ auf. Das Unternehmen wuchs durch Unternehmensbeteiligungen und Diversifizierung.
Brass engagierte sich politisch und war ein führender Funktionär der deutschen Bevölkerung in Nordmähren. Er war ab 1880 Mitglied des Gemeinderats von Hohenstadt und von 1900 bis 1918 Stadtrat. Brass war Mitglied der liberalen Verfassungspartei. Er wurde 1907 zum Mitglied auf Lebenszeit des Herrenhauses des Österreichischen Reichsrates ernannt. Brass wurde 1909 Mitglied des Mährischen Landtags und blieb dies bis zum Ende des Ersten Weltkriegs und dem Ende Österreich-Ungarns.
Auch unter geänderten politischen Umständen engagierte sich Brass auch nach 1918 in der Tschechoslowakei als Vizepräsident des Deutschen Hauptverbands der Industrie und wurde erneut nach 1918 Mitglied der Stadtvertretung von Hohenstadt. Er wurde Mitglied der Deutschen Nationalpartei und ab 1933 der Sudetendeutschen Heimatfront, die 1935 zur Sudetendeutschen Partei umfirmierte und sich an der deutschen NSDAP ausrichtete.